# Quilombo

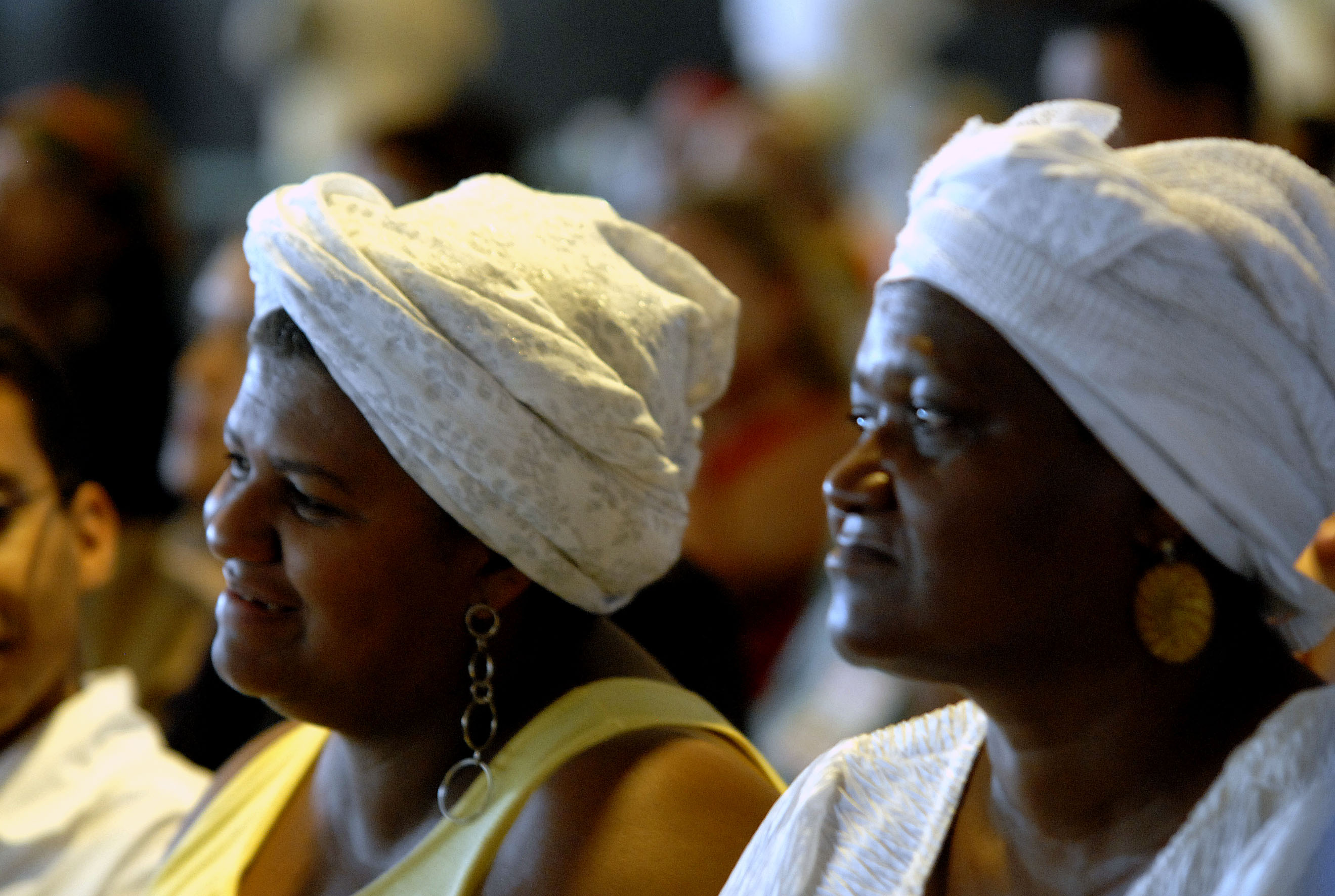
Quilombolas del Brasil a Brasília.

Un quilombo és una paraula derivada del portuguès i aquest de la llengua africana Kimbundu kilombo, que es refereix a un assentament fundat per gent d'origen afrobrasiler negres cimarrons o quilombola. Palenque és el mateix concepte. En alguns casos també intervenien en la fundació d'un quilombo portuguesos marginalitzats, indígenes brasilers, jueus, àrabs i altres no considerats blancs, oprimits durant la colonització.

## Elquilombode Palmares (1640-1695)
El quilombo de Palmares va ser una conseqüència del període d'expansió marítima de Portugal al llarg del segle xv. Amb l'objectiu de localitzar noves rutes de navegació cap a les Índies, els portuguesos van arribar a l'illa de Ceuta el 1415 i van començar un procés d'expansió colonial al continent africà. Unes dècades més tard, van consolidar la seva hegemonia al sud de l'Atlàntic i van arribar a les terres que en l'actualitat configuren el Brasil.
L'auge comercial amb les Índies va proporcionar la seva màxima esplendor a Europa durant el període comprés entre la segona meitat del segle xvi i els inicis del segle xvii. La magnificència comercial del moment es va deure al fet que els portuguesos van desenvolupar un nou sistema per produir mercaderies; la canya de sucre i el seu procés d'elaboració in situ proporcionava grans beneficis.
Per alimentar l'extraordinària rendibilitat del sistema es va fer imprescindible “la mà d'obra barata” que aportaven els esclaus africans i indígenes establerts a la costa del Brasil. Els principals assentaments es podien trobar a Bahia i Pernambuco. Al costat dels portuguesos, atrets també pel negoci substanciós, no van trigar a participar els holandesos. Aquests darrers es van encarregar del procés de refinament del sucre i a més, van crear seus comercials al seu país des d'on distribuïen la preuada mercaderia.
Per la seva banda, els portuguesos es van ocupar d'aplicar sofisticats ginys a la producció del sucre. Tant els portuguesos com els holandesos, cegats per la rendibilitat del negoci, van exercir una pressió mai vista abans sobre els esclaus; el capital humà era la veritable base del seu negoci. El càstig, el terror i el menyspreu per la vida es van convertir en l'eina utilitzada per sotmetre’ls.
Evidentment, es van equivocar. Els esclaus, sumits en una actitud de rebel·lia, van escapar del seu control i, reunits en comunes organitzades, van defensar la seva llibertat durant dècades en el mateix lloc que li va donar el seu nom: el quilombo de Palmares.

## L'arribada dels esclaus africans
En la concepció d'aquest lamentable procés de degradació i sacrifici humà, Àfrica es va erigir com la “proveïdora oficial d'ànimes”. Els africans eren segrestats de les seves cases i eren transportats cap a la costa occidental on se’ls confinava a la bodega d'un vaixell. Allà, gairebé sense aigua ni aliments i sense ventilació, semblaven macerats en la calor nauseabunda dels seus propis excrements. Molts morien abans d'arribar al Nou Món. Els que sobrevivien eren venuts al mercat, a vegades directament als colons, altres vegades, en canvi, a comerciants que s'encarregaven d'encebar-los. Resulta prou evident que, sotmesos a aquestes condicions, la majoria d'aquests esclaus negres que arribaven al Brasil no eren capaços d'aguantar-se drets i encara menys de suportar les feines al servei del terratinent.
Per això, si l'esclau no agradava al “seu amo”, aquest el sotmetia a diversos càstigs, alguns d'ells tan terribles que podrien formar part de “l'endemoniat catàleg de l'infern”: el cepo, el tronco o el viramundo..., en cas de fugida se li aplicava la gargalheria, el libambo o la golilha i per a qui era acusat de robatori existia una màscara de metall que un cop ajustada al rostre, literalment, imprimia en ell la paraula “lladre”. I d'aquesta manera, in crescendo pàgina a pàgina amb les barbaritats del susdit catàleg del terror, si a parer de l'amo la falta era greu, a l'esclau se li administrava el bacalhau, amb la qual cosa era ajusticiat públicament. La ira de l'amo no tenia límit i, si el cas era extraordinari, podia recrear-se en la pell del desvalgut segons decidís el seu despietat enginy: li podia trencar les dents, tallar els pits, castrar-lo...

## L'origen del Quilombo de Palmares
La resposta a tanta maldat va ser d'allò més predicible: els esclaus fugien a la menor oportunitat. Era molt habitual que tots els esclaus d'una mateixa heretat s'evadissin durant la nit buscant el refugi de la selva tropical. S'ocultaven allà i, d'alguna manera, s'adaptaven a la natura hostil i aconseguien sobreviure. Quan les condicions del lloc ho permetien, construïen assentaments, sempre allunyats de les heretats o els llogarrets habitats pels blancs.
D'aquesta manera, a la regió on limiten Pernambuco i Alagoas, els fugitius es van establir al territori de Palmares. Aquesta elecció fou d'allò més audaç; una orografia muntanyosa envoltada per una densa selva verge, per la qual cosa, desproveïts d'altres recursos, la natura salvatge de l'indret proporcionava als negres una magnífica defensa.
Això no obstant, no podien subsistir només gràcies a allò que els oferia la selva. Per cobrir les necessitats bàsiques havien d'acceptar tota una sèrie de riscos, com viure del pillatge de llavors per poder conrear les seves pròpies collites o relacionar-se amb els amos d'algunes heretats per promoure un comerç d'intercanvi humil i ocasional.
La regió d'Alagoas va rebre des de l'any 1630 un flux continuo de fugitius que, en petits grups, ja s'havien establert a Palmares. La divulgació del fet que a altres llocs del Brasil s'havien format quilombos va produir un inexorable efecte contagi. A més, això es va veure afavorit per les primeres batudes dels holandesos que lluny de sotmetre els fugitius, van aconseguir l'efecte contrari; els esclaus van oblidar l'horrible disciplina a la qual estaven sotmesos i es va crear l'escenari ideal per a la fugida.
Des del principi, els holandesos van voler destruir els Palmares, que eren considerats bandes de proscrits formades per esclaus fugitius que assaltaven les heretats.

## La relació entre el quilombo de Palmares i elquilombagem
La definició de quilombagem (terme en portuguès) s'aplica al moviment de rebel·lia organitzat i liderat pels mateixos esclaus de forma permanent, durant l'esclavisme brasiler i al llarg de tot el territori del país. El cert és que va ser el catalitzador d'un canvi social que va exercir una gran pressió sobre el sistema esclavista. El seu legat va consolidar les noves bases dels estaments socials, econòmics i militars. El més important però, és que va ser determinant perquè l'esclavitud entrés en crisi i inexorablement fos substituïda per la feina lliure.
El quilombagem és un moviment de deserció i rebel·lia contra el sistema, la seva finalitat era la total emancipació. Precedeix el moviment liberal abolicionista, del qual es distingeix per la seva radicalitat. El seu desenvolupament estratègic era molt simple: enfront dels esclaus rebels, la contundent repressió exercida per la força dels patrons.
Es podria dir que el quilombo és la direcció general des d'on s'organitzava el quilombagem. No obstant això, hi havia diverses classes de manifestacions tant individuals com col·lectives, tot i que potser les més determinants van ser les guerrilles. D'acord amb això, el quilombo funcionava com l'escenari on es projectaven les diferents evolucions socioculturals.
D'aquesta manera, sotmesos per la constant persecució i opressió, i condicionats pel seu escàs nivell educatiu, la seva única esperança per sobreviure eren els valors més primaris del ser humà; establir forts vincles d'unió entre els seus companys, crear una identitat ètnica diferenciadora i, sobretot, promoure una autèntica simbiosi amb la terra d'acollida.
Per tant, el quilombagem es pot definir com una constel·lació de moviments de protesta articulats nacionalment des que es va originar l'esclavisme. Aquesta definició aglutina, en general, tots aquells que, amb independència de la seva raça, formaven les últimes baules de la cadena social (esclaus fugitius, proscrits, prostitutes i blancs pobres).

## Fets històrics
Quan Portugal es va unir a la Corona espanyola (1508-1640), la zona de Palmares va acollir els nous colonitzadors. De fet, l'assentament de Palmares va ser reconegut com un refugi perillós i actiu dels esclaus foragitats per primera vegada pels portuguesos el 1612.
Durant el segle xvii va ser tan gran la influència europea que les lluites místiques que van tenir lloc al món occidental van repercutir en la vida de la colònia brasilera i en el quilombo de Palmares.
El rei de l'Espanya catòlica, Felip II, va vetar la participació d'Holanda en el comerç amb Brasil. Aquesta inhabilitació va ser promoguda per la pèrdua dels territoris espanyols als Països Baixos.
Malgrat això, el 1630, cansats de les represàlies de Felip II, els holandesos van ocupar el Brasil per exportar sucre. Aquell mateix any, els oficials holandesos que controlaven la regió de Pernambuco van advertir el perill de la creació del quilombo de Palmares i el van voler destruir.
Un cop es va posar fi a la Unió Ibèrica (1640) i els holandesos van ser expulsats (1654), les autoritats colonials i els terratinents van unir les seves forces militars amb l'objectiu de dissoldre el quilombo de Palmares.
Els habitants de Palmares van respondre amb un atac a les finques costaneres amb la intenció d'aconseguir armes i «venjar-se» dels amos de les heretats i els patrons.
En un d'aquests atacs el capità Fernao Carrilho va aconseguir empresonar uns 200 membres del quilombo. Per això, el «rei» Ganga-Zumba va intentar arribar a un acord amb el governador de Pernambuco, Aires de Souza e Castro: els habitants del quilombo deixarien les armes si se’ls concedia la llibertat i el dret sobre el territori de Palmares.
Per desgràcia, el desacord es va estendre per Palmares amb Zumbi al capdavant, que es va oposar a aquest suposat pacte i que va ser capturat el 21 de novembre del 1695.
Així, el 1687, Aires de Souza e Castro va decidir cridar Domingos Jorge Velho, un bandeirante, per liderar les expedicions contra Palmares. Després de més de set anys, Domingos Jorge Velho va aconseguir dissoldre l'assentament.

## Organització política
Durant els primers anys i fins a l'arribada de les expedicions holandeses, el quilombo va optar per no implantar un sistema de govern amb una autoritat regular.
No obstant això, segons Joao Blaer, hi havia una gran «casa del consell» des d'on es practicava «justícia severa», institució completament lògica a causa dels atacs militars.
El 1645, la comunitat que formava el quilombo va decidir que havia de ser liderada per un capitost. Aquest hauria d'actuar d'acord amb els membres del quilombo, ja que la seva autoritat podia ser revocada quan el poble així ho decidís.
Seria arriscat afirmar que el capitost de Palmares tenia més que un simple poder militar i autoritat reguladora, encara que sí que es pot dir que era escollit per una assemblea general, formada possiblement per alguns poblets propers.
A causa de l'augment del nombre de quilombos, es va resoldre nomenar els seus administradors i aquests, al seu torn, haurien de nomenar el cap suprem. Aquest era qui s'encarregava de planificar la defensa militar, preveure els assalts, dirigir les expedicions contra les finques per segrestar dones i gestionar els recursos de l'assentament.
Així doncs, a Palmares va ser escollit com a «rei» Ganga-Zumba, el qual, més tard, va ser destituït i enverinat per haver intentat signar la pau amb l'enemic.
L'alternança en el lideratge de Ganga-Zumba a Zumbi té un sentit radical: vèncer o morir. Els esclaus que havien fugit i la seva descendència es van declarar obertament enemics dels blancs i s'hi van enfrontar en una lluita decisiva. Una de les dues forces que pugnava per la victòria hauria de desaparèixer: el quilombo o els blancs.
Per tant, el poder de Zumbi va ser molt superior al del seu predecessor, a causa del desenvolupament dels fets. Això no obstant, tot i que un poder d'aquesta magnitud era absolut, estava orientat en una única direcció. Zumbi no podia triar, havia de continuar la guerra a tot preu; la seva potestat residia en el rebuig de la pau que havia estat acceptada per Ganga-Zumba i en la desaparició d'aquest últim. El seu regnat va implicar la instauració d'un veritable govern precursor en l'àmbit social, del qual Zumbi n'era l'actor principal.
En adoptar la decisió determinant d'enfrontar-se als blancs, el quilombo va haver d'assumir les conseqüències immediates d'aquesta elecció: una direcció, un servei ininterromput de vigilància i d'informació tàctica acordada per tothom, així com una organització militar i una estratègia unificada. A partir d'aquell moment, el mètode es va tornar molt més sever i inflexible. El govern de Zumbi va començar a actuar com una autèntica dictadura que es fonamentava en l'esperança dipositada en la seva persona.
Molt abans que es sotmetés a la dissolució del quilombo de Palmares, sota el govern de Zumbi, van patir vuit atacs, l'últim dels quals, el 1692, va causar el fracàs del paulista Domingos Jorge Velho.

## Economia
Els primers esclaus que van fugir i es van instal·lar als Palmares van treballar la terra en comunitat. La solidaritat per fer front a l'incessant flux de fugitius va obligar aquest cultivadors pioners a col·lectivitzar els recursos precaris del mocambo. Durant més de mig segle, la pressió dels blancs va ser importantíssima. Pretenien sotmetre’ls destruint les seves collites amb la voluntat de doblegar la seva voluntat i reduir la seva capacitat per al combat.
Segons María Laura Bergel, els esclaus es trobaven dispersats en una zona de difícil accés, la qual cosa complicava l'atac de l'exèrcit. La natura es va erigir com la millor aliada per a la seva supervivència, ja que la terra era fèrtil i humida. D'aquesta terra obtenien una gran varietat de productes, entre els quals destacaven la mandioca, el blat de moro, la batata o les mongetes, així com la banana i la canya de sucre, que eren cultivades per fabricar panela i aiguardent. Els esclaus eren experts pel que fa a l'activitat agrícola. A més de mantenir el conreu per sobreviure, arribaven, fins i tot, a generar petits excedents. La selva els proporcionava tant les plantes medicinals com els materials necessaris per a la construcció de les seves cabanes, normalment construïdes amb palmeres, o per a la fabricació de mobles i utensilis, o també argila per a les seves ceràmiques.
A alguns poblets es va desenvolupar una metal·lúrgia rudimentària, i les històries parlen d'una sèrie d'activitats artesanals entre ells. La seva capacitat creativa i d'adaptació superava de llarg les dificultats que plantejava la subsistència. Sens dubte, la necessitat els va obligar a adoptar un plantejament d'autarquia que, fins i tot als nostres dies, podria resoldre la pitjor crisi econòmica de qualsevol govern.

## Religió
D'acord amb l'escriptor brasiler Rocha Pomo, durant la primera etapa de colonització de Sao Paulo a Pernambuco, on es concentrava gran part de la població negra, les religions africanes es van perpetuar a l'empara del catolicisme, del qual van adoptar certes característiques. Així, es van desenvolupar dues grans sectes, el candomblé i la macumba o quimbanda (que s'assemblaven molt al vudú practicat a Haití, a Cuba i al sud dels Estats Units). Els seus inicis són la base d'una quantitat ingent de subsectes que, en l'actualitat, compten amb milions d'adeptes.